# 리태철
리태철(? ~ )은 조선민주주의인민공화국의 군인 겸 정치인으로 조선로동당 중앙위원회 후보위원이다.

## 경력
1999년 조선인민군 중장으로 진급했으며, 1993년 2월 군 부대장에 임명되었다. 1993년 12월 조선로동당 중앙위원회 후보위원에 선출되었고, 1996년 11월 경보교도지도국장에 올랐다. 1997년 4월 군 상장으로 승진했다.
2010년 9월 조선로동당 중앙위원회 후보위원에 선출되었다.

## 최고인민회의 대의원
1998년 7월 최고인민회의 제10기 대의원으로 선출되었다.

## 기타
2011년 12월 김정일 사망 당시에 국가 장의위원회 위원을 맡았다.